# Batía (esposa de Ébalo)
En la mitología griega Batía (en griego Βάτεια) es descrita como una ninfa náyade, a la sazón esposa de Ébalo y madre de Hipocoonte, Tindáreo e Icario. Apolodoro no nos revela quiénes fueron los padres de esta náyade.
Parece que la misma Batía es mencionada en uno de los diálogos de Platón, el Crátilo, en donde se nos dice que Batía es el nombre que le dan los dioses pero los mortales prefieren llamarla Mirina.